# ONE PIECE 海賊無雙系列
ONE PIECE 海賊無雙系列是動作冒險遊戲系列，由光榮特庫摩旗下Omega Force開發，萬代南夢宮娛樂發行。系列改編自尾田榮一郎創作的動漫《ONE PIECE》，總銷量超過400套，是最成功的ONE PIECE遊戲系列。

## 遊戲
- ONE PIECE 海賊無雙（2012年）[3]
- ONE PIECE 海賊無雙2（2013年）[4]
- ONE PIECE 海賊無雙3（2015年）[5]
- ONE PIECE 海賊無雙4（2020年）[6]

## 外部連結
- 《航海王 海賊無雙》官方網站（页面存档备份，存于）（日語）